# سیارک ۱۲۸۰۶۵
سیارک ۱۲۸۰۶۵ (به انگلیسی: 128065 Bartbenjamin، نامگذاری:2003OK) صد و بیست و هشت هزار و شصت و پنجمین سیارک کشف شده‌است که در ۱۹ ژوئیه ۲۰۰۳ کشف شد.